# 931
| Calendário gregoriano                                                        | 931 CMXXXI                                           |
| Ab urbe condita                                                              | 1684                                                 |
| Calendário arménio                                                           | 380 – 381                                            |
| Calendário bahá'í                                                            | -913 – -912                                          |
| Calendário budista                                                           | 1475                                                 |
| Calendário chinês                                                            | 3627 – 3628 Início a 22 de janeiro (aproximadamente) |
| Calendário copta                                                             | 647 – 648                                            |
| Calendário etíope                                                            | 923 – 924                                            |
| Calendários hindus - Vikram Samvat - Calendário nacional indiano - Cáli Iuga | 986 – 987 852 – 853 4031 – 4032                      |
| Calendário Holoceno                                                          | 10931                                                |
| Calendário islâmico                                                          | 319 – 320                                            |
| Calendário judaico                                                           | 4691 – 4692                                          |
| Calendário persa                                                             | 309 – 310                                            |
| Calendário rúnico                                                            | 1181                                                 |
| Calendário solar tailandês                                                   | 1474                                                 |

931  (CMXXXI na numeração romana) foi um ano comum do século X do Calendário Juliano, da Era de  Cristo, teve início a um sábado e terminou também a um sábado, e a  sua letra dominical foi B (52 semanas).
No  território que viria a ser o reino de  Portugal estava em vigor a Era de César que já contava 969 anos.
| Ano completo                   |
| ------------------------------ |
| Ano comum com início ao sábado |

## Nascimentos
- Adelaide de Borgonha, santa  e imperatriz da Alemanha  (m. 999).
- Ramiro II de Leão, faleceu em 951.
- Adalberto da Itália, foi o sexto marquês de Ivrea e rei da Itália (m. 975).

## Mortes
- Uda, 59º imperador do Japão.
- Ausenda Guterres, foi rainha de Leão (n. 900).